# Sericolea coodei
Sericolea coodei är en tvåhjärtbladig växtart som beskrevs av M.M.J. van Balgooy. Sericolea coodei ingår i släktet Sericolea och familjen Elaeocarpaceae. Inga underarter finns listade i Catalogue of Life.